# پورت-دانیل-گاسکون، کبک
پورت-دانیل-گاسکون (به فرانسوی: Port-Daniel–Gascons) شهری در منطقه شهری لو روشه-پرسه ناحیه گاسپزی-ایل-دو-لا-مادلن در استان کبک کانادا است. در سرشماری سال ۲۰۱۱ این شهر ۲٬۶۵۳ نفر جمعیت داشته‌است و مساحت آن ۳۰۵٫۳۴ کیلومتر مربع است.